# 大須賀党
大須賀党（おおすがとう）は、下野の国司及び戦国大名宇都宮氏家中の精鋭として知られた軍事集団。

## 概要
宝治元年の宝治合戦で敗北した千葉氏一族の大須賀範胤は宇都宮頼綱を下野国芳賀郡君島村に移り住み君島を名乗り、名を嗣胤と変えた。
以後も下野国に定住し、代々宇都宮氏に仕えた。
君島氏と君島一族である風見氏や祖母井氏、大宮氏、延生氏らで大須賀党という武士団を形成し、宇都宮氏の筆頭武士団である紀清両党に次ぐ勇猛な軍事集団として宇都宮氏に重宝された。
天授6年の裳原の戦いの際には先鋒軍に君島胤元や風見氏、祖母井氏などの大須賀党の武将が名を連ねている。
戦国時代も宇都宮氏に従い、軍事面で活躍した。

## 大須賀党構成員
- 君島氏(大須賀党の棟梁)
- 祖母井氏
- 風見氏
- 大宮氏
- 延生氏